# Модел на вътрешните семейни системи
Моделът на вътрешните семейни системи (ВСС) е интегрален подход към индивидуалната психотерапия, разработен от Ричард С. Шварц през 80-те години.  Той съчетава системното мислене с концепцията, че умът е съставен от подличности, всяка със собствено мнение, качества и светоусещане. ВСС използва теорията на семейните системи, да разбере как са организирани тези „подличности“.  Всеки път, когато един индивид изпита трамва (силна ситуация на стрес, с неразрешен край) неговото съзнание са разпада на отделни части. И огромна част от неговата енергия също се разцепва. Което води до девиантно поведение и самосаботиране. Всички хора са имали поне едно такова преживяване в живота си. Не е задължително да е сериозно фактически обосновано. Травмиращо събитие може да бъде и дете, което не вижда майка си, криворазбрана ситуация в училище и др.

## Части (Подличности)
Моделът на вътрешните семейни системи (ВСС) възприема съзнанието като съставено от централен Аз с три типа подличности или части: ръководители, изгнаници и пожарникари. Всяка отделна част има своя перспектива, интереси, спомени и гледна точка. Основен принцип на ВСС, че всяка част има положително намерение за човека, дори ако действията или ефектите му са контрапродуктивни или причиняват дисфункция. Това означава, че никога няма причина да се борите, да принуждавате или да се опитвате да премахнете част от психиката ви; методът ВСС насърчава вътрешната връзка и хармония.
Частите могат да имат както екстремни функции, така и здрави модели. ВСС се фокусира върху части в екстремни части, защото те се нуждаят от трансформация чрез терапия. Моделът разделя тези части на три вида – мениджъри, изгнаници и пожарникари: 
- Изгнаниците са части, които изпитват болка, срам, страх, безсилие, обикновено от детстки травми. Управителите и пожарникарите се опитват да изгонят тези части от съзнанието, за да предотвратят тази болка да излезе на повърхността. [5]
- Управителите са части с превантивни защитни функции. Те ръководят начина, по който човек взаимодейства с външния свят, за да ги предпазят от нараняване и изживяване на силни негативни емоции, като ги потискат.
- Пожарникарите са части, които се появяват, когато изгнаници се разпадат психически и изискват грижа. Тези части работят като компенсаторни механизми за справяне с нараняването, болката или срама, които изгнаниците изпитват. Чрез импулсивно поведение като преяждане, употреба на наркотици, насилие, безразборен секс или други злоупотреби.

## Аз-ът
ВВС разглежда индивида като едно цяло, съставено от отделните части, като един голям организъм. Всеки има централен Аз или духовен център, известен като Аз-а, който го различава от частите. Всеки има достъп до този Аз и неговите лечебни качества като любопитство, свързаност, състрадание и спокойствие. ВСС вижда работата на терапевта като помощник на клиента да осъзнае и създаде връзка между своите части и Аз-а, който след това може да се свърже с всяка част и да го излекува, така че частите да могат да се откажат от своите разрушителни роли и да влязат в хармонично сътрудничество с цялото. Моделътможе да бъде полезен и в духовното развитие, както и в психологическото изцеление, тъй като вярва и осъзнава духовната природа на Аз-а.

## Вътрешната система
ВСС се фокусира върху връзката между частите и между Аз-а. Целта е да се изгради сътрудничество и доверие между тях. Има три основни типа връзки: защитна, поляризираща и съюзна. 
Защитата се осигурява от ръководителите и пожарникарите, предназначени да защитят изгнаниците от болката и негативните чувства.
Поляризацията възниква между две части, когато те се борят помежду си, за да определят как човек се чувства или се държи в определена ситуация. Всяка част има свои доводи за поведението си.
Съюзът се сформира между две части, ако работят заедно за постигане на една и съща цел.

## ВСС метод
Практикуващите ВСС предлагат конкретен терапевтичен метод за индивидуална терапия, основан на следните принципи. В това описание терминът „защитник“ се отнася или за ръководителя, или за пожарникара.
- Части носят „товар“, които е пълен с са болезнени емоции или негативни вярвания, които са приели за реалност в резултат на травмиращи преживявания в миналото, често в детството. Тези товарине могат да бъдат освободени. Това позволява на частта да поеме своята естествена здравословна роля.
- Аз-ът на клиента е носител на психологическа стабилност. Терапевтът помага на клиента да получи достъп до него.
- Защитниците обикновено не могат да се трансформират, докато изгнаниците, не бъдат освободени от товарът.
- Не се работи с изгнаниците, докато клиентът не получи разрешение от всички защитници. Това прави метода сравнително безопасен, дори при работа с травмирани части.
- Азът е естественият лидер на вътрешната система. Целта на ВСС е защитниците да се доверят на Аз-а, така че да му позволят да ръководи системата и да създаде вътрешна хармония.

## Моделът на вътрешните семейни системи (ВСС) – терапия в България
Концепцията за терапевтично лечение е сравнително нова в България.

## Допълнителна информация
- Breunlin, Douglas C., Schwartz, Richard C., Kune-Karrer, Betty Mac. Metaframeworks: transcending the models of family therapy.   San Francisco, Jossey-Bass, 1992. ISBN 1555424260. OCLC 24590165.
- Michelson, Katherine J. Mapping multiplicity: an application of the internal family systems model //  101 more interventions in family therapy.   New York, Haworth Press, 1998. ISBN 078900058X. OCLC 38144382. с. 426 – 430.
- Schwartz, Richard C. Internal family systems family therapy //  Case studies in couple and family therapy: systemic and cognitive perspectives.   New York, Guilford Press, 1998. ISBN 1572302976. OCLC 37721397. с. 331 – 352.
- Schwartz, Richard C. The internal family systems model //  The plural self: multiplicity in everyday life.   London; Thousand Oaks, CA, Sage Publications, 1999. ISBN 0761960759. OCLC 44414295. с. 238 – 253.
- Schwartz, Richard C. The self-to-self connection: intimacy and the internal family systems model //  The intimate couple.   Philadelphia, Brunner/Mazel, 1999. ISBN 0876308809. OCLC 39347380. с. 263 – 275.
- Internal family systems work with children and families //  Children in therapy: using the family as a resource.   New York, W. W. Norton & Company, 2000. ISBN 0393702898. OCLC 43845598. с. 73 – 111.
- Internal family systems therapy //  Theories and strategies of family therapy.   Boston, MA, Allyn & Bacon, 2002. ISBN 020527403X. OCLC 47296206. с. 275 – 295.
- Nichols, Michael P., Schwartz, Richard C. Family therapy: concepts and methods. 7th.   Boston, MA, Pearson Education/Allyn & Bacon, 2006, [1984]. ISBN 0205478093. OCLC 60825574.
- Internal family systems therapy //  Treating complex traumatic stress disorders: an evidence-based guide.   New York, Guilford Press, 2009. ISBN 9781606230398. OCLC 234176147. с. 353 – 370.
- Creating self-to-self intimacy: internal family systems therapy with couples //  Clinical casebook of couple therapy.   New York, Guilford Press, 2010. ISBN 9781606236765. OCLC 559649909. с. 375 – 398.
- Ecker, Bruce, Ticic, Robin, Hulley, Laurel. Unlocking the emotional brain: eliminating symptoms at their roots using memory reconsolidation.   New York, Routledge, 2012. ISBN 9780415897167. OCLC 772112300.
- Schwartz, Richard C. Internal family systems //  Family therapy review: contrasting contemporary models.   New York, Routledge, 2013. ISBN 9780415806626. OCLC 754732614. с. 196 – 199.
- Internal family systems therapy: new dimensions.   New York, Routledge, 2013. ISBN 9780415506830. OCLC 758394531.
- Papernow, Patricia L. Surviving and thriving in stepfamily relationships: what works and what doesn't.   New York, Routledge, 2013. ISBN 9780415894371. OCLC 727702714.
- Mones, Arthur G. Transforming troubled children, teens, and their families: an internal family systems model for healing.   New York, Routledge, 2014. ISBN 9780415744218. OCLC 869140910.
- The internal family systems model in trauma treatment: parallels with Mahayana Buddhist theory and practice //  Mindfulness-oriented interventions for trauma: integrating contemplative practices.   New York, Guilford Press, 2015. ISBN 9781462518586. OCLC 895272630. с. 125 – 139.
- Herbine-Blank, Toni. Tracking protective sequences in internal family systems therapy //  Techniques for the couple therapist: essential interventions from the experts.   New York, Routledge, 2016. ISBN 9781138814608. OCLC 926090888. с. 133 – 136.
- Fisher, Janina. Healing the fragmented selves of trauma survivors: overcoming internal self-alientation.   New York, Routledge, 2017. ISBN 9780415708227. OCLC 961009372.
- Grabowski, Amy Yandel. An internal family systems guide to recovery from eating disorders: healing part by part.   New York, Routledge, 2017. ISBN 9781138745209. OCLC 972740227.
- Spiegel, Lisa. Internal family systems therapy with children.   New York, Routledge, 2017. ISBN 9781138682108. OCLC 959602748.
- Innovations and elaborations in internal family systems therapy.   New York, Routledge, 2017. ISBN 9781138024380. OCLC 920723974.

### Рецензирани статии
- Vesper, Joyce H. Review of Internal Family Systems Therapy //  Psychotherapy: Theory, Research, Practice, Training 33 (1).   April 1996. DOI:10.1037/h0092358. с. 154 – 155.
- Barton, Marci A. и др. Rocks and rituals in producing therapeutic change //  Journal of Family Psychotherapy 9 (3).   July 1998. DOI:10.1300/J085V09N03_03. с. 31 – 41.
- Wark, Linda и др. Internal family systems therapy for children in family therapy //  Journal of Marital & Family Therapy 27 (2).   April 2001. DOI:10.1111/j.1752-0606.2001.tb01156.x. с. 189 – 200.
- Dolbier, Christyn L. и др. The relationships between self-leadership and enhanced psychological, health, and work outcomes //  The Journal of Psychology: Interdisciplinary and Applied 135 (5).   September 2001. DOI:10.1080/00223980109603713. с. 469 – 485.
- Lavergne, Majie. Art therapy and internal family systems therapy: an integrative model to treat trauma among adjudicated teenage girls //  Canadian Art Therapy Association Journal 17 (1).   March 2004. DOI:10.1080/08322473.2004.11432257. с. 17 – 36.
- Miller, Bobbi J. и др. The use of narrative therapy and internal family systems with survivors of childhood sexual abuse: examining issues related to loss and oppression //  Journal of Feminist Family Therapy 18 (4).   February 2007. DOI:10.1300/J086v18n04_01. с. 1 – 27.
- Davis, Sean D. и др. What clients of couple therapy model developers and their former students say about change, part I: model-dependent common factors across three models //  Journal of Marital & Family Therapy 33 (3).   July 2007. DOI:10.1111/j.1752-0606.2007.00030.x. с. 318 – 343.
- Mones, Arthur G. и др. The functional hypothesis: a family systems contribution toward an understanding of the healing process of the common factors //  Journal of Psychotherapy Integration 17 (4).   December 2007. DOI:10.1037/1053-0479.17.4.314. с. 314 – 329.
- Wilkins, Erica J. Using an IFS informed intervention to treat African American families surviving sexual abuse: one family's story //  Journal of Feminist Family Therapy 19 (3).   December 2007. DOI:10.1300/J086v19n03_03. с. 37 – 53.
- Green, Eric J. Individuals in conflict: an internal family systems approach //  The Family Journal 16 (2).   April 2008. DOI:10.1177/1066480707313789. с. 125 – 131.
- Pais, Shobha. A systemic approach to the treatment of dissociative identity disorder //  Journal of Family Psychotherapy 20 (1).   March 2009. DOI:10.1080/08975350802716566. с. 72 – 88.
- Sweezy, Martha. Treating trauma after dialectical behavioral therapy //  Journal of Psychotherapy Integration 21 (1).   March 2011. DOI:10.1037/a0023011. с. 90 – 102.
- Schwartz, Richard C. Moving from acceptance toward transformation with Internal Family Systems Therapy (IFS) //  Journal of Clinical Psychology 69 (8).   August 2013. DOI:10.1002/jclp.22016. с. 805 – 816.
- Makidon, Yvonne. Trailhead intervention //  Journal of Family Psychotherapy 25 (1).   January 2014. DOI:10.1080/08975353.2014.881700. с. 83 – 86.
- Mojta, Carl и др. Fostering self-awareness in novice therapists using Internal Family Systems therapy //  The American Journal of Family Therapy 42 (1).   January 2014. DOI:10.1080/01926187.2013.772870. с. 67 – 78.
- Seedall, Ryan B. Review of Internal Family Systems Therapy: New Dimensions //  Journal of Marital & Family Therapy 40 (2).   April 2014. DOI:10.1111/jmft.12033. с. 262 – 263.
- Hoffman, David A. What the #@!* are they fighting about?!?: reflections on fairness, identity, social capital, and peacemaking in family conflicts //  Family Court Review 53 (4).   October 2015. DOI:10.1111/fcre.12171. с. 509 – 516.
- Haddock, Shelley A. и др. The efficacy of internal family systems therapy in the treatment of depression among female college students: a pilot study //  Journal of Marital & Family Therapy 43 (1).   January 2017. DOI:10.1111/jmft.12184. с. 131 – 144.
- Lester, Rebecca J. Self‐governance, psychotherapy, and the subject of managed care: internal family systems therapy and the multiple self in a US eating‐disorders treatment center //  American Ethnologist 44 (1).   February 2017. DOI:10.1111/amet.12423. с. 23 – 35.
- Minaiy, Cayla и др. Adaptability of family therapy modalities in the treatment of lesbian and gay clients with bulimia nervosa //  Contemporary Family Therapy 39 (2).   June 2017. DOI:10.1007/s10591-017-9410-5. с. 121 – 131.
- Smith, Jesse A. и др. Systemic integration of IFS therapy and 12-step facilitation for substance use: a theoretical discussion //  Alcoholism Treatment Quarterly 37.   July 2018. DOI:10.1080/07347324.2018.1502032. с. 60 – 74.
- Lucero, Rebecca и др. Using internal family systems theory in the treatment of combat veterans with post-traumatic stress disorder and their families //  Contemporary Family Therapy 40 (3).   September 2018. DOI:10.1007/s10591-017-9424-z. с. 266 – 275.

|  | Тази страница частично или изцяло представлява превод на страницата Internal Family Systems Model в Уикипедия на английски. Оригиналният текст, както и този превод, са защитени от Лиценза „Криейтив Комънс – Признание – Споделяне на споделеното“, а за съдържание, създадено преди юни 2009 година – от Лиценза за свободна документация на ГНУ. Прегледайте историята на редакциите на оригиналната страница, както и на преводната страница, за да видите списъка на съавторите. ВАЖНО: Този шаблон се отнася единствено до авторските права върху съдържанието на статията. Добавянето му не отменя изискването да се посочват конкретни източници на твърденията, които да бъдат благонадеждни. |